# Honnetalu, Tirthahalli
Honnetalu là một làng thuộc tehsil Tirthahalli, huyện Shimoga, bang Karnataka, Ấn Độ.